# Чокану
Чокану (рум. Ciocanu) — село у повіті Арджеш в Румунії. Входить до складу комуни Димбовічоара.
Село розташоване на відстані 131 км на північний захід від Бухареста, 72 км на північний схід від Пітешть, 35 км на південний захід від Брашова.

## Населення
За даними перепису населення 2002 року у селі проживали 135 осіб, усі — румуни. Усі жителі села рідною мовою назвали румунську.